# Borosnyai Nagy Zsigmond
Borosnyai Nagy Zsigmond (Vízakna, 1704. március 1. – Nagyenyed, 1774) hittudós, nagyenyedi református főiskolai tanár.

## Élete
Borosnyai Nagy Sámuel vízaknai református pap fia és Borosnyai Nagy Márton orvos testvére volt. Tanulmányait Vízaknán és Nagyenyeden végezte, majd 1730. szeptember 18-tól Frankfurtban, 1731. szeptember 12-től a leideni, 1734–1735-ben a franekeri, 1735-ben az utrechti, majd groningeni, harderwijki egyetemen  tanult. Külföldi utazásai során megjárta Angliát, ahol a nagyenyedi kollégium pénzügyeiben kellett intézkednie. 1736. november 23-án teológiai doktori fokozatot szerzett Utrechtben. Külföldi tartózkodása alatt hét műve jelent meg, több disputáción vett részt, és németalföldi ösztöndíjakat szerzett társainak.
1736-ban megjelent kézikönyve, a pietizmus hatását mutató Az igaz keresztyén ember papi tisztiről, annak pedig legnemesebb részéről, úgymint a könyörgésnek tudományáról irt rövid tracta a házi istentiszteletek gyakorlati alapjainak kiépítését szolgálta abban a korban, amikor a Carolina resolutio megnehezítette a protestáns felekezetek vallásgyakorlását.
Még frankfurti tartózkodása alatt meghívták Nagyenyedre teológiai tanárnak, ezt az állást 1738. január 15-től haláláig töltötte be. 1738-ban jogalap nélkül börtönbe került, ahol rövid időt töltött. 33 évi tanári pályafutása alatt segítette tanítványait írásaik kiadásában, külföldi összeköttetései segítségével pedig a kollégium gyűjteményeinek bővítésén munkálkodott.

## Munkái
- Disputatio historico-theologica prima… de prima symboli apostolici adornatione… Traj. ad Rh., 1735.
- Disputatio hist.-theol. altera de prima symboli apostolici adornatione. Franequerae, 1735.
- Disputatio juris canonici, de testamentis ad pias causas… Traj. ad Rh., 1735. (Disputationes academicae V.)
- Disputatio theol.-philologica ad cap. Jud. XI. Holocausto Jephtae virgineo. Franequerae, 1735. (Disp. acad. VI.)
- Disputatio historica ad illustriora quaedam scriptorum antiquorum de D. n. J. Christo testimonia. Uo. 1735. (Disp. acad. VII.)
- Disputatio hist. theol. tertia de prima symboli apostolici adornatione… Traj. ad Rh., 1736.
- Disputatio theologica inauguralis de prima symboli apostolici origine et perfectione. Uo. 1736. (Disp. acad. IV.)
- Az igaz keresztyén ember papi tisztiről, annak pedig legnemesebb részéről, úgymint a könyörgésnek tudományáról irt rövid tracta. Amstelodam, 1736.
- Jerémiás prófétanak siralmas éneke. Hely s év n. (Kemény Sámuel temetésén 1744. sz. Jakab havának 14.)
- Dissertatio hist.-eccl. de libris reform. ecclesiae symbolicis. Claudiopoli, 1745.
- Az alázatosságnak és békességes tűrésnek fényes tüköre. Uo. 1747. (gr. Székely László hites társa gr. Bánfi Katalin asszony koporsóba zártakor 1745. Sz. György hava 16. Másokéval együtt.)
- Temetési oratio melyben br. Kemény Kata dicséretére beszélgetett jul. 3. 1746. Kolozsvár, 1747. (Másokéval együtt.)
- Az urban megholtaknak valóságos boldogságok. Uo. 1749. (Kendefi Gábor felett mondott beszéd. Másokéval együtt.)
- Eli pap mellett nevelkedett, és mind a Jehova, mind az emberek előtt igen kedves gyermek Sámuel. Szeben, 1751. (gr. Bethlen Sámuel urfi temetésére.)
- Gróf széki Teleki Sándor halálakor tartott tanítása. Nagy-Enyed, 1768.
- Igaz magyar izraelita, a kiben álnokság nem találtatott. Uo. (b. Intzédi Sámuel 1770. szept. 9. temetésére.)
- A Szent János apostol választott ur aszszonya. Uo. 1771. (gr. Gyulay Kata, b. Alvinczi Gábor özvegyének temetésére.)

Üdvözlő verset irt marosvásárhelyi Tőke Istvánhoz (1724), Jancsó Jakabhoz kettőt (1731.) és Buzinkai György dissertatiojához (Franekera, 1733.)